# Шибена
Шибена (укр. Шибена) — село в Теофипольском районе Хмельницкой области Украины.
Население по переписи 2001 года составляло 984 человека. Почтовый индекс — 30635. Телефонный код — 3844. Занимает площадь 3,249 км². Код КОАТУУ — 6824787001.

## Местный совет
30635, Хмельницкая обл., Теофипольский р-н, с. Шибена, ул. Школьная, 5